# Tony Hibbert (wojskowy)
James Anthony „Tony” Hibbert (ur. 6 grudnia 1917, zm. 12 października 2014) – major Armii Brytyjskiej; weteran II wojny światowej, podczas której służył w siłach specjalnych i powietrznodesantowych. Brał udział m.in. w bitwie o Arnhem (1944) oraz dowodził operacją zdobycia Kilonii (1945). Działacz kombatancki.

## Życiorys

### Dzieciństwo i młodość
Był pierworodnym synem Margaret Judkins oraz Jamesa Edmunda Hibberta, udekorowanego lotnika z czasów I wojny światowej. W 1933 roku zatrudnił się w London Wine Merchant, przedsiębiorstwie zajmującym się importem, m.in. niemieckich win. Wkrótce potem został wysłany jako przedstawiciel handlowy do Bawarii, gdzie nauczył się języka niemieckiego. W 1935 roku, z racji narastających w Niemczech nastrojów prowojennych, postanowił zrezygnować z pracy i wrócić do Wielkiej Brytanii. W styczniu 1938 roku ukończył Royal Military Academy Sandhurst i został zawodowym oficerem w szeregach Royal Artillery.

### II wojna światowa
9 września 1939 roku jako dowódca półbaterii dział przeciwlotniczych wylądował we Francji w ramach Brytyjskiego Korpusu Ekspedycyjnego. Pod koniec maja 1940 roku wziął udział w obronie Dunkierki. 31 maja, po wystrzelaniu całej amunicji, nakazał zniszczyć działa i wraz z podkomendnymi zdołał się ewakuować na pokładzie holownika do Wielkiej Brytanii.
W październiku 1940 roku zgłosił się na ochotnika do 2 Commando, oddziału komandosów, który stał się potem zalążkiem brytyjskich sił powietrznodesantowych. W listopadzie 1940 jednostka otrzymała nazwę 11 Special Air Service Battalion, a we wrześniu 1941 roku została ostatecznie przemianowana na 1 Parachute Battalion (1 Batalion Spadochronowy). Hibbert, jako oficer sztabowy batalionu, w latach 1942−1943 brał udział w operacjach na terenie Afryki i Włoch.

#### Bitwa o Arnhem
W 1944 roku ukończył Staff College w Kimberley i w lipcu został mianowany szefem sztabu 1 Brygady Spadochronowej, wchodzącej w skład 1 Dywizji Powietrznodesantowej gen. Roya Urquharta. We wrześniu dywizja wzięła kluczowy udział w Operacji Market Garden, gdy bezskutecznie próbowała opanować główny jej cel − most drogowy na Renie w Arnhem. Hibbert znalazł się w nielicznej grupie spadochroniarzy pod dowództwem majora Frosta, której udało się dotrzeć do mostu i zdobyć jego północną część. Po czterech dniach zaciętych walk odcięte od reszty dywizji siły Frosta, nie doczekawszy się odsieczy, musiały w końcu skapitulować. Hibbert podjął wcześniej na czele około 100 wciąż zdolnych do walki spadochroniarzy próbę przebicia się w kierunku Oosterbeek, gdzie walczyły główne siły dywizji. Akcja się nie powiodła, a Hibbert trafił do niemieckiej niewoli.
Jeszcze na terenie Holandii udało mu się zbiec z transportu wiozącego go do oflagu. Dzięki pomocy jednego z farmerów dostał się pod opiekę lokalnej komórki holenderskiego ruchu oporu, która udzieliła mu schronienia i pomogła w skontaktowaniu się z innymi ukrywającymi się żołnierzami rozbitej 1 Dywizji Powietrznodesantowej oraz nawiązaniu łączności z wojskami brytyjskimi po drugiej stronie Renu. Z pomocą Holendrów Hibbert przeprowadził grupę około 60 spadochroniarzy przez niemieckie linie i podstawionymi przez 2 Armię Brytyjską łodziami przeprawił się przez Ren na obszar zajęty przez aliantów (Operacja Pegasus). Za akcję tę otrzymał później Military Cross. Nie powrócił już jednak do macierzystego oddziału, gdyż w wyniku kolizji drogowej doznał ciężkiego złamania nogi i przez 5 miesięcy musiał pozostać w szpitalu.

#### Operacja Eclipse
Po zakończeniu rekonwalescencji, pod koniec marca 1945 roku, został skierowany do T-Force − tajnej jednostki Armii Brytyjskiej, której zadaniem było wykonywanie operacji specjalnych na i za linią frontu w trakcie wiosennej inwazji na Niemcy. 1 maja objął dowodzenie nad oddziałem, przed którym postawiono zadanie jak najszybszego dotarcia i opanowania Kilonii − zanim wkroczy tam Armia Czerwona. Miasto było kluczowym niemieckim portem nad Bałtykiem i stało na najkrótszej drodze Sowietów do Półwyspu Jutlandziego i Cieśnin Duńskich − do których zdobycia, wbrew ustaleniom z Jałty, dążył Stalin. Hibbert wykonał zadanie i 5 maja na czele lekko uzbrojonego 500-osobowego oddziału, współdziałając z komandosami 30 AU i SAS, przedarł się 70 km za linię frontu i opanował port. Następnie utrzymał go przez trzy dni, zanim dotarły posiłki; tym samym nie dopuścił do jego zajęcia przez Rosjan. Zaraz po wkroczeniu do miasta głównych sił brytyjskich Hibbert został aresztowany, gdyż łamiąc rozkaz dowódcy VIII Korpusu, generała Evelyna Barkera, rozpoczął atak na Kilonię o godzinie 3.00, zamiast o 8.00. Chciał on bowiem wykorzystać ciemności dla uzyskania zaskoczenia nad stawiającymi wciąż opór Niemcami oraz za wszelką cenę wyprzedzić spodziewane natarcie Sowietów. Po krótkim dochodzeniu i wyjaśnieniu sytuacji Hibbert został uwolniony, a Barker zainicjował procedurę nagrodzenia majora MiD.
Kulisy tej operacji (którą opatrzono kryptonimem „Eclipse” i która obejmowała również opanowanie przez Brytyjczyków Wismaru i Kopenhagi) były utajnione aż do 2009 roku, kiedy to upubliczniono materiały na jej temat. Wszyscy żyjący jej uczestnicy, łącznie z majorem Hibbertem, otrzymali wtedy oficjalne pochwały od Szefa Sztabu Generalnego Armii Brytyjskiej. W 2010 roku władze Kilonii w podzięce za uratowanie miasta przed radziecką okupacją odznaczyły Hibberta „Wielką Pieczęcią Kilonii”.

### Po wojnie
Po zakończeniu działań wojennych został przydzielony do pracy w War Office. W 1947 roku z powodów zdrowotnych odszedł z armii. Został przedsiębiorcą. W 1960 roku założył w Lymington klub żeglarski dla dzieci „The Salterns”. W 1967 roku przeszedł na emeryturę. W 1980 roku zamieszkał w wiejskiej rezydencji koło Helford Passage, gdzie wraz z żoną Eirą założył wielkopowierzchniowy subtropikalny Ogród Trebah. Hibbertowie udostępnili go w 1987 roku zwiedzającym, a cztery lata później przekazali w celach charytatywnych fundacji Trebah Garden Trust. Ogród stanowi jedną z atrakcji turystycznych Kornwalii.
W 2006 roku w uznaniu jego zasług dla rozwoju żeglarstwa i turystyki królowa Elżbieta II odznaczyła Tony'ego Hibberta Orderem Imperium Brytyjskiego (MBE).
Działał w środowisku brytyjskich kombatantów i kołach weteranów 1 Dywizji Powietrznodesantowej. Wraz ze słuchaczami Defence Academy of the United Kingdom corocznie odwiedzał Arnhem i prowadził wykłady na temat bitwy. Był też prezesem kornwalijskiego oddziału Parachute Regiment Association.

#### Hibbert a sprawa Sosabowskiego

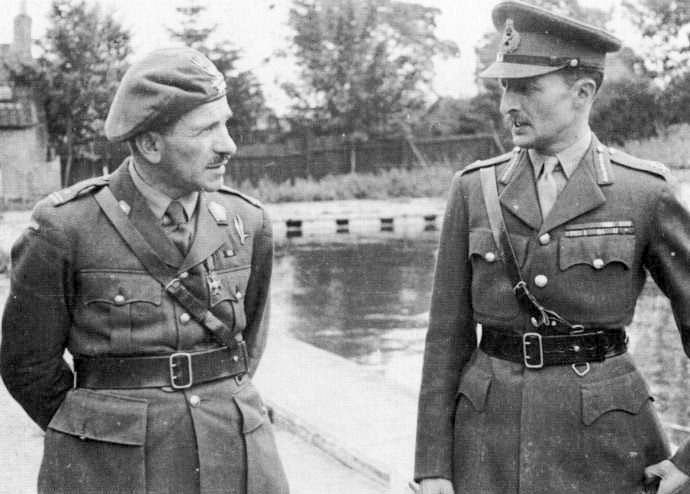
Stanisław Sosabowski (z lewej) i Frederick Browning

Hibbert, obok Sir Briana Urquharta, był przez lata jednym z głównych krytyków generała Fredericka Browninga (dowódcy 1 Korpusu Powietrznodesantowego). To właśnie Browning winą za niepowodzenie zdobycia Arnhem, a tym samym za klęskę całej Operacji Market Garden, obarczył generała Stanisława Sosabowskiego (dowódcę 1 Samodzielnej Brygady Spadochronowej) i doprowadził do usunięcia go ze stanowiska. Zdaniem Hibberta: generał Browning, odpowiedzialny za to, co się stało, chciał zrobić z Sosabowskiego kozła ofiarnego. Czuję wstyd i jak inni weterani 1 Brygady Spadochronowej zabiorę ten wstyd ze sobą do grobu. Wstyd, że znakomity dowódca został niesłusznie odwołany.
W 2004 roku Hibbert i Urquhart zainicjowali wśród brytyjskich weteranów zbiórkę pieniędzy na ufundowanie pomnika ku czci polskiego generała. Na ich apel darowizny przekazało 7 tysięcy osób. Dzięki temu 16 września 2006 roku, w 62. rocznicę bitwy pod Arnhem, w Driel (gdzie zrzucono polską brygadę) odsłonięto pomnik generała Sosabowskiego. Podczas uroczystości Hibbert stwierdził: 62 lata temu nasz generał Browning bezpodstawnie zdymisjonował gen. Sosabowskiego. Przez lata chcieliśmy to naprawić. Nasz rząd na to się nie zdobył. Dlatego sami postawiliśmy mu pomnik. Jest to gest płynący z głębi naszych serc, rząd zaś patrzy przez pryzmat wydatków.

## Odznaczenia i wyróżnienia
- Order Imperium Brytyjskiego − MBE (2006)
- Military Cross (1945)
- Mentioned in Despatches − dwukrotnie (1940, 1946)
- Pochwała Szefa Sztabu Generalnego (2009)
- Prunksiegel der Landeshauptstadt Kiel (2010)